# Unió General dels Treballadors d'Angola
La Unió General dels Treballadors d'Angola (portuguès União Geral dos Trabalhadores de Angola, UGTA) fou una organització sindical angolesa a l'exili. L'UGTA fou fundada en 1964 com una escissió de la Lliga General dels Treballadors d'Angola (LGTA), i era vinculat al Consell del Poble Angolès (CPA), un petit moviment polític amb base a Kinshasa. UGTA would later become aligned with UNITA.
L'UGTA fou fundada per l'antic líder de la LGTA André Martins-Kassinda. El desembre de 1966 Paul Bing era el president de la UGTA, Bernardo Domingos el vicepresident, André Kassinda el secretari general, Carlos Manuel Pacheco secretari general adjunt i Mauricio Luvualu secretari per a les relacions internacionals. L'UGTA era afiliada a la Federació Sindical Mundial i a la Federació Sindical Panafricana.
L'UGTA es va unir a la Federació Nacional dels Treballadors d'Angola i la Confederació General dels Treballadors d'Angola per atacar la coalició CUACSA liderada per la UNTA, després que la CUACSA denunciés els altres sindicats amb base a Kinshasa.
El 1971 el llavors secretari general de la UGTA, Mauricio Luvualu, fou lliurat als portuguesos pel govern de Kinshasa. Luvualu fou sentenciat a treballs forçats. Després del seu alliberament el 1974 va fundar un nou moviment sindical, la Confederació Nacional dels Treballadors d'Angola (CNTA). L'UGTA es va integrar en la CNTA en un congrés celebrat el 24-25 d'abril de 1975, formant el Sindicato Angolano dos Camponeses e Operários. (SINDACO). La Confederació Internacional d'Organitzacions Sindicals Lliures era representada a l'esdeveniment.